# París-Madrid

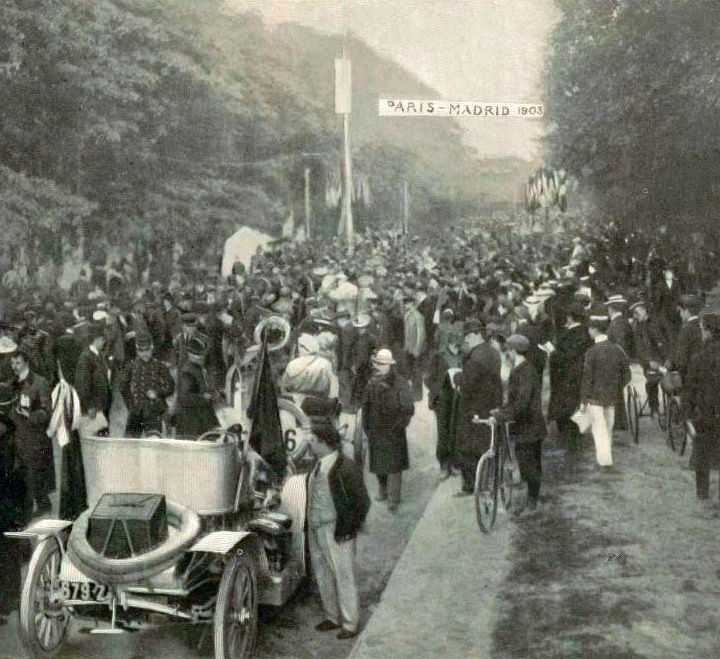
Salida de la carrera desde Versalles a las cuatro de la mañana

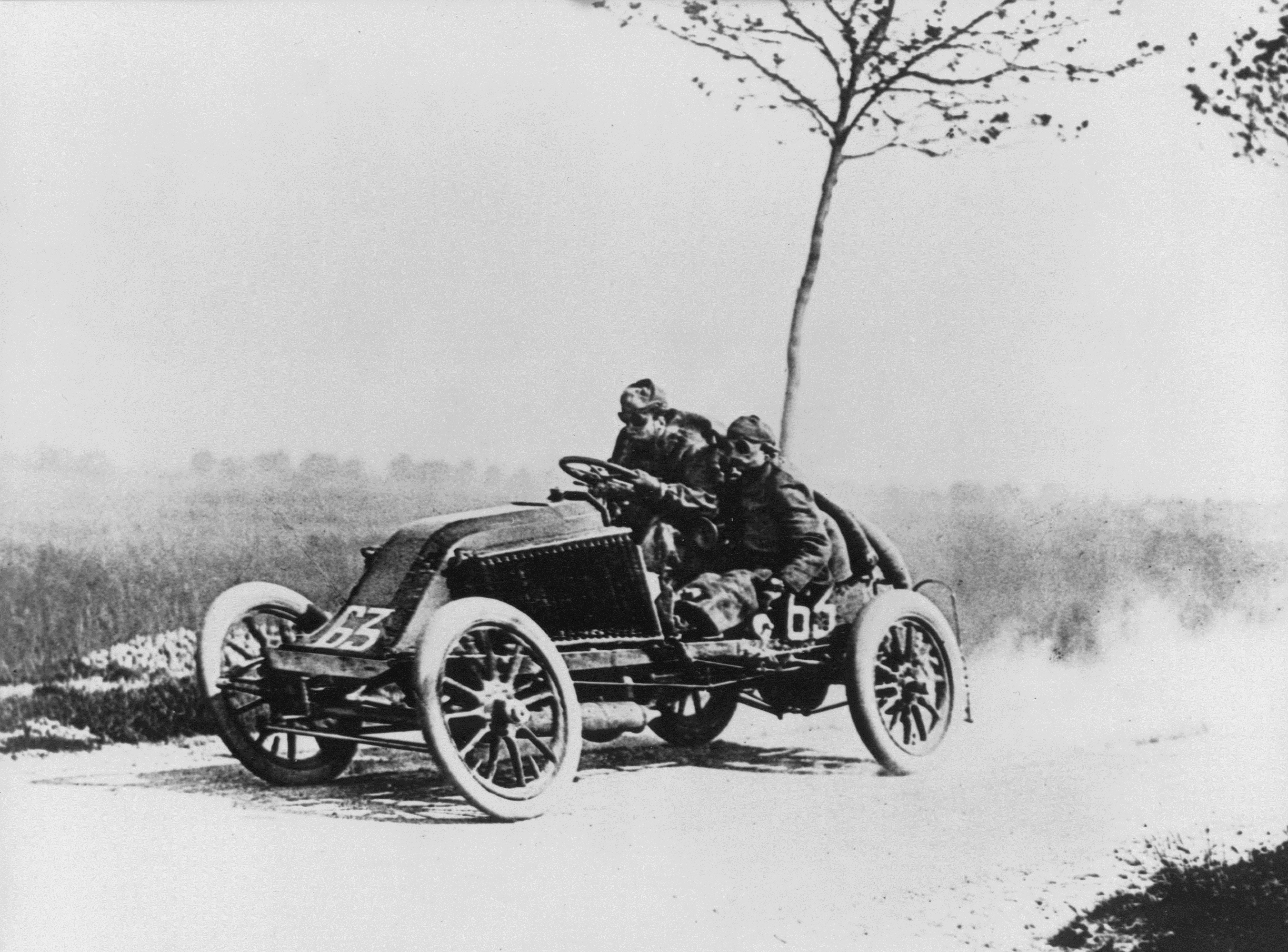
Marcel Renault compitiendo en la París-Madrid.

La París-Madrid fue una carrera automovilística organizada en 1903 por el Automobile Club de France y por el Automóvil Club de España.
A finales del siglo XIX se organizaron las primeras carreras automovilísticas teniendo Francia como epicentro. La primera carrera fue la París-Rouen en 1894, seguida de la París-Burdeos, entre otras. La París-Madrid formó parte de aquel conjunto de carreras, pero estuvo plagada de incidentes. El gobierno francés quiso prohibirla en mitad del recorrido debido a una serie de accidentes donde fallecieron siete personas entre ellas Marcel Renault, hermano de Louis Renault (fundador de Renault).
Por este motivo, la carrera finalmente fue suspendida en Burdeos tras el final de la primera de las tres etapas inicialmente previstas. Los concursantes que así lo desearon, pudieron completar el recorrido hasta Madrid, pero fuera de competición.

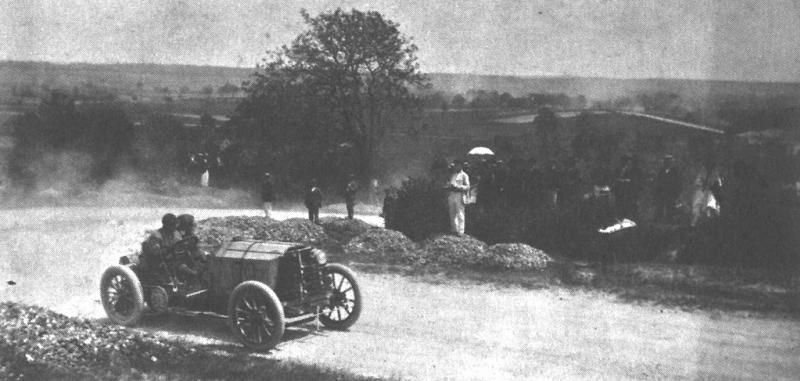
Henri Rougier con su Turcat-Méry 45-hp

## Desarrollo
La carrera tomó la salida el 24 de mayo de 1903 a las 3:30 m en Versalles. En el punto de partida se agruparon 315 vehículos, entre los que figuraban 127 automóviles, 23 voiturettes y 47 motocicletas. Los vehículos estaban agrupados en categorías según el peso:
- 88 Groses voitures (grandes automóviles) de 651 a 1000 kg y motor de 45 a 90cv.
- 49 Voitures legeres (automóviles ligeros) de los 400 a 650 kg y motor de 12 a 40 cv.
- 33 Voiturettes menos de 400 kg y motor entre 12 y 16 cv, con alguna excepción de 6 y 9 cv.
- 54 Motocyclettes (motocicletas) clase única con motores de 2,50 a 9,50 cv.

## Clasificación final
De los más de 300 vehículos que tomaron la salida, solo 99 cruzaron la meta en Burdeos. Todos los demás participantes abandonaron por distintos motivos, entre los que se incluyen varios accidentes, algunos de ellos mortales, como el de Marcel Renault y el de los ingleses Claude Barrow y Phil Stead.
| Pos.    | Dorsal | Piloto            | Automóvil   | Tiempo              |
| ------- | ------ | ----------------- | ----------- | ------------------- |
| 1       | 168    | Fernand Gabriel   | Mors        | 5 h 14 min 31 s 2   |
| 2       | 3      | Louis Renault     | Renault     | + 15 min 08 s       |
| 3       | 96     | Jacques Salleron  | Mors        | + 32 min 31 s       |
| 4       | 1      | Charles Jarrott   | de Dietrich | + 38 min 23 s 8     |
| 5       | 78     | Pierre de Crawhez | Panhard     | + 39 min 40 s 2     |
| 6       | 99     | John B. Warden    | Mercedes    | + 40 min 59 s 6     |
| 7       | 153    | Carl Voight       | CGV         | + 43 min 18 s       |
| 8       | 293    | "Gasteaux"        | Mercedes    | + 46 min 44 s 8     |
| 9       | 205    | Achille Fournier  | Mors        | + 58 min 07 s 8     |
| 10      | 47     | Paul Baras        | Darracq     | + 58 min 49 s 6     |
| 11      | 69     | Henri Rougier     | Turcat-Méry | + 1 h 02 min 36 s   |
| 12      | 112    | "Mouter"          | de Dietrich | + 1 h 04 min 23 s 6 |
| 13      | 209    | "Page"            | Decauville  | + 1 h 04 min 37 s 2 |
| 14      | 86     | Camille Jenatzy   | Mercedes    | + 1 h 10 min 37 s 2 |
| 15      | 153    | "Max"             | Mercedes    | + 1 h 24 min 04 s 2 |
| 16      | 185    | "Augiéres"        | Mors Z      | + 1 h 29 min 18 s 4 |
| 17      | 119    | Hubert le Blon    | Serpollet   | + 1 h 29 min 44 s 6 |
| 18      | 116    | Guy Berteaux      | Panhard 70  | + 1 h 32 min 44 s 8 |
| 19      | 128    | Victor Hémery     | Darracq     | + 1 h 42 min 22 s   |
| 20      | 292    | Edgar Braun       | Mercedes    | + 1 h 50 min 33 s 4 |
| Fuente: |        |                   |             |                     |

## Imágenes

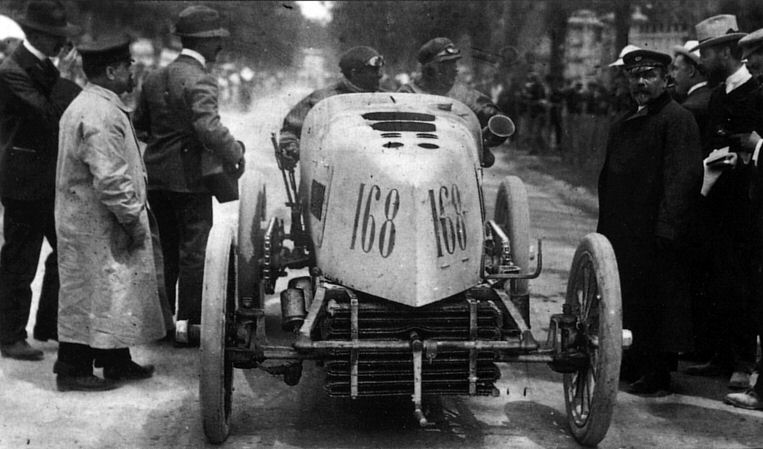
Fernand Gabriel, declarado ganador, a bordo de su Mors Z
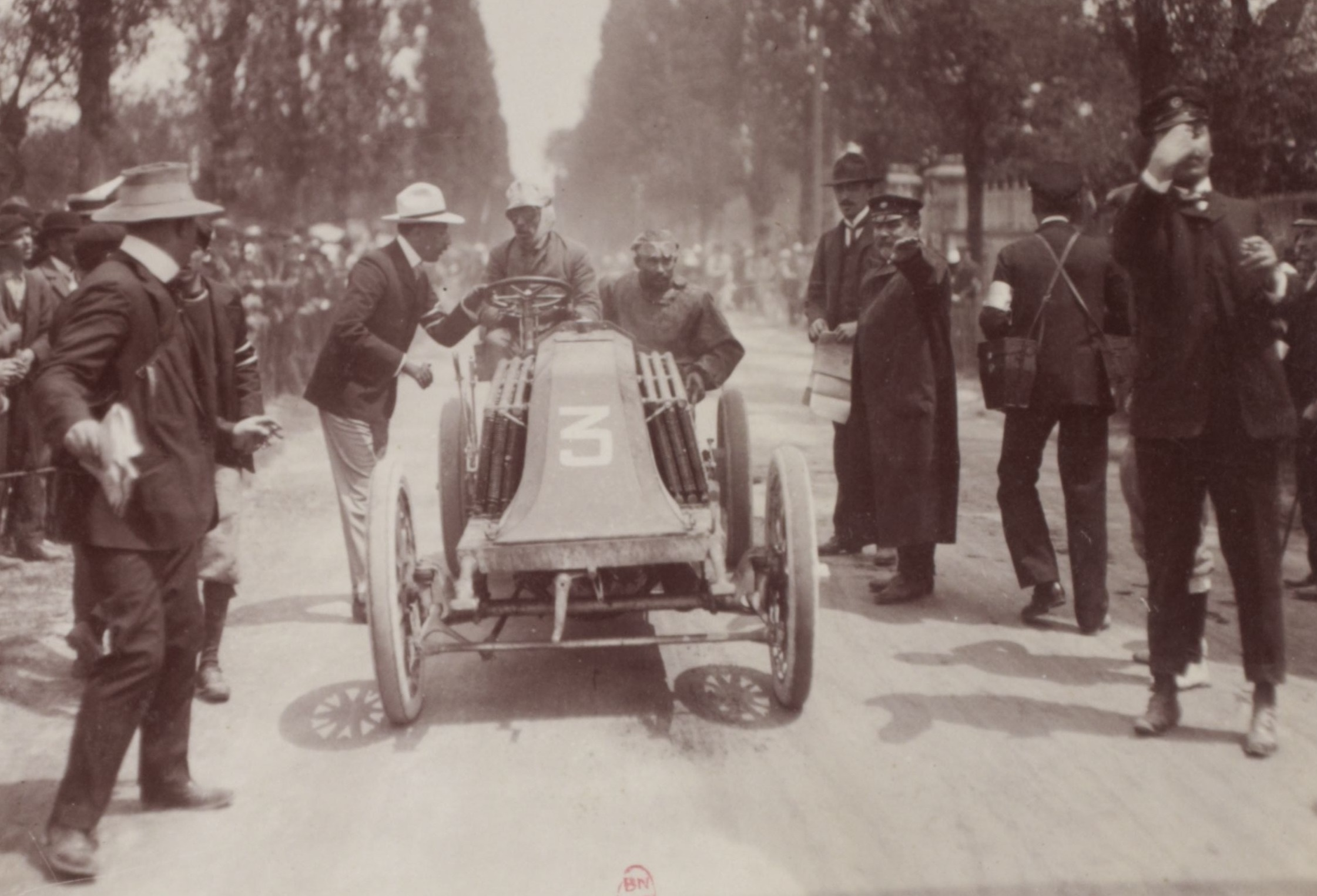
Louis Renault, segundo en la general al llegar a la meta en Burdeos
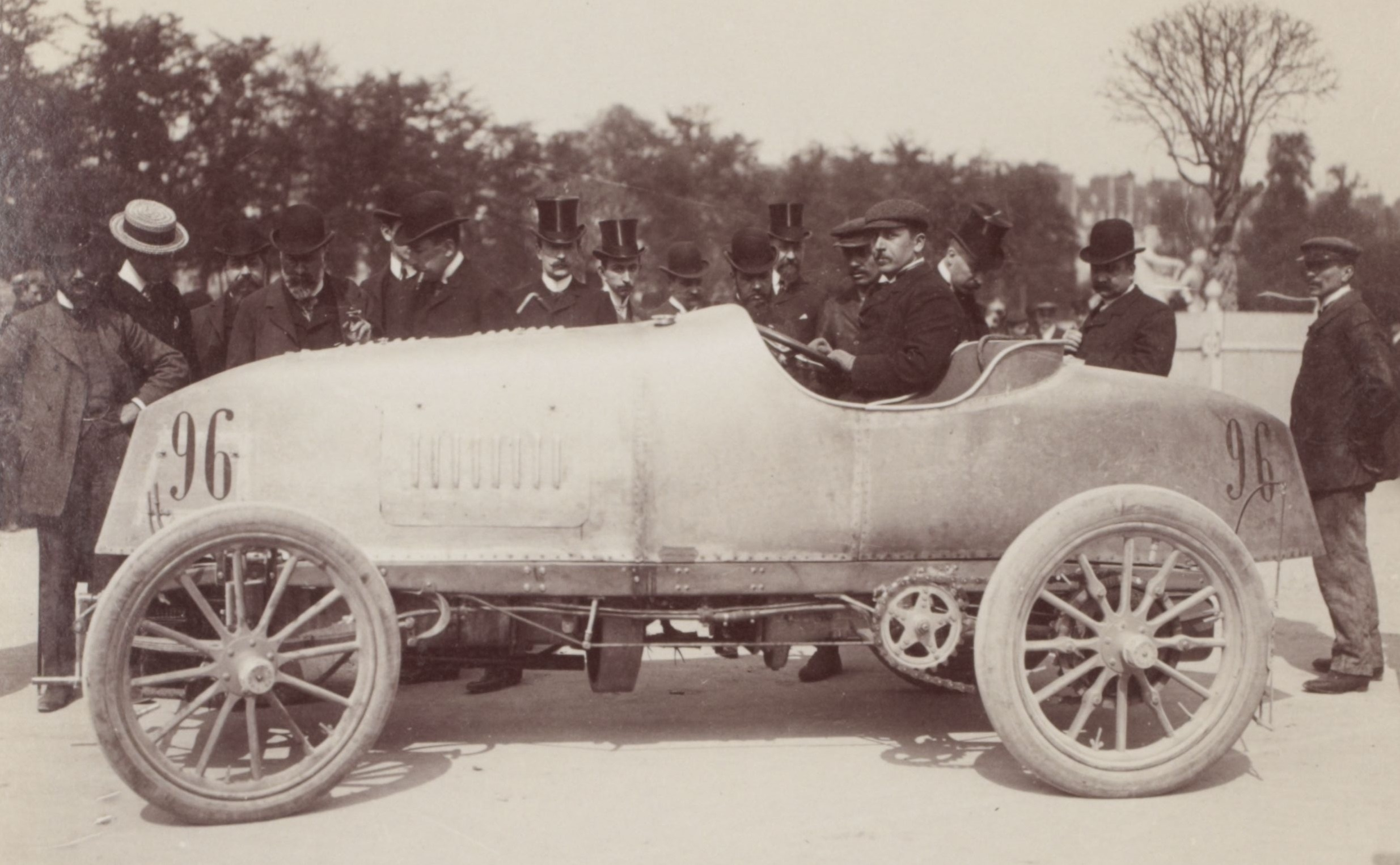
Jacques Salleron al volante de un Mors Z en la salida...
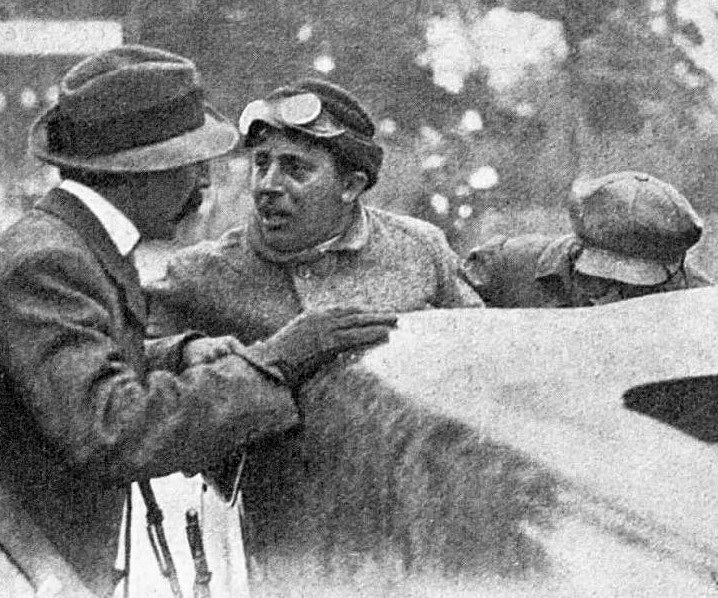
... y tercero a la llegada
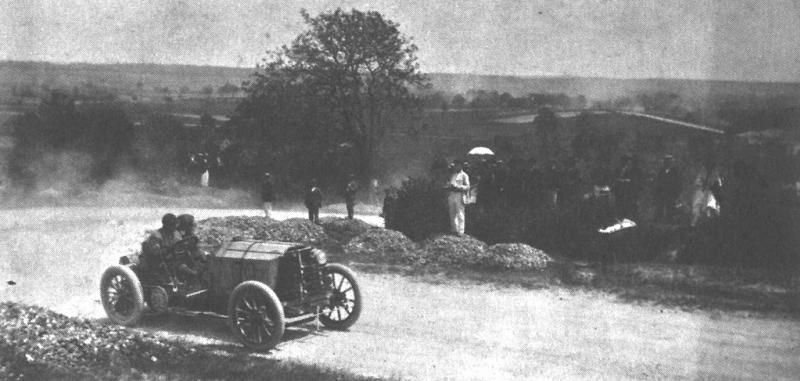
Henri Rougier, décimo primero sobre un Turcat-Méry de 45HP
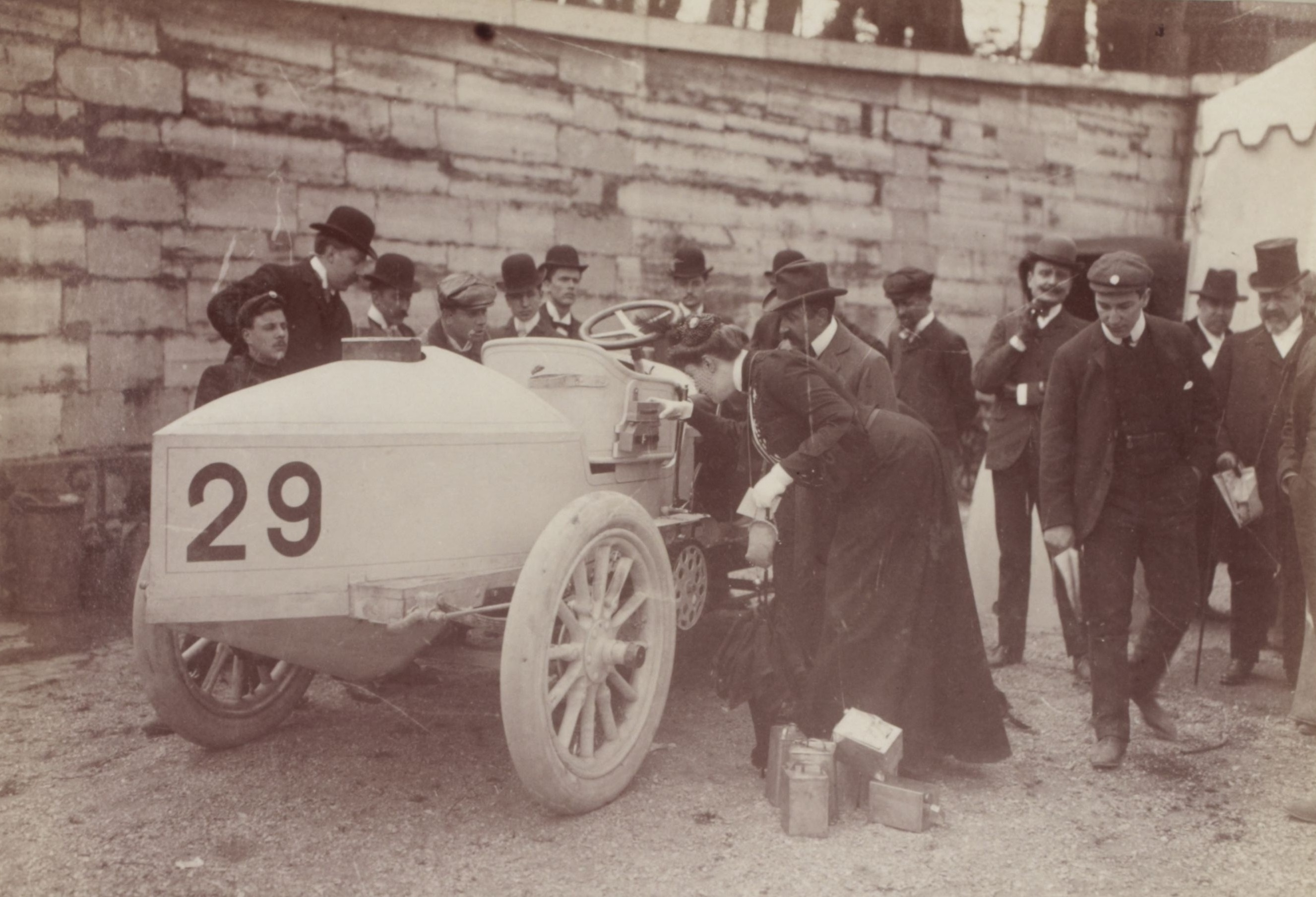
Camille du Gast a la salida con su De Dietrich de 30HP…
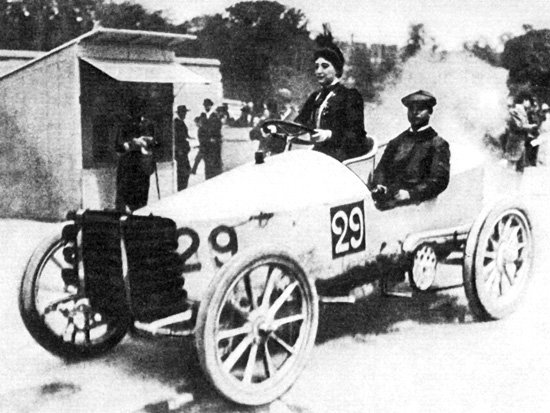
… y durante la carrera
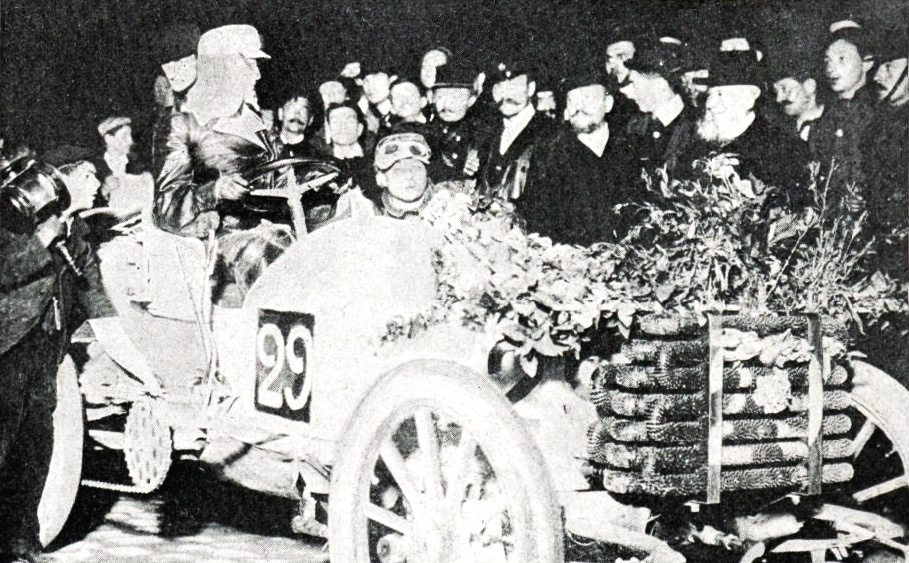
Camille du Gast, con su coche cubierto de flores, a su llegada nocturna a Burdeos
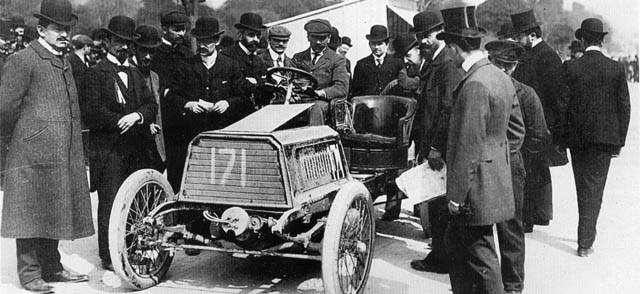
Henri Béconnais, sobre un Darracq de 40HP
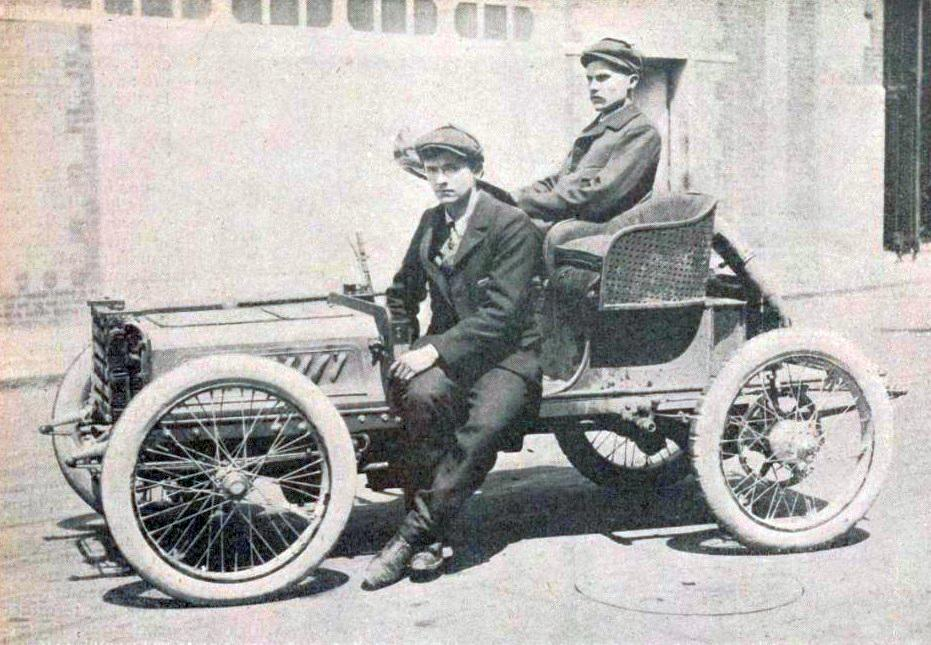
Masson, vencedor de la categoría Voiturettes, con un Clément
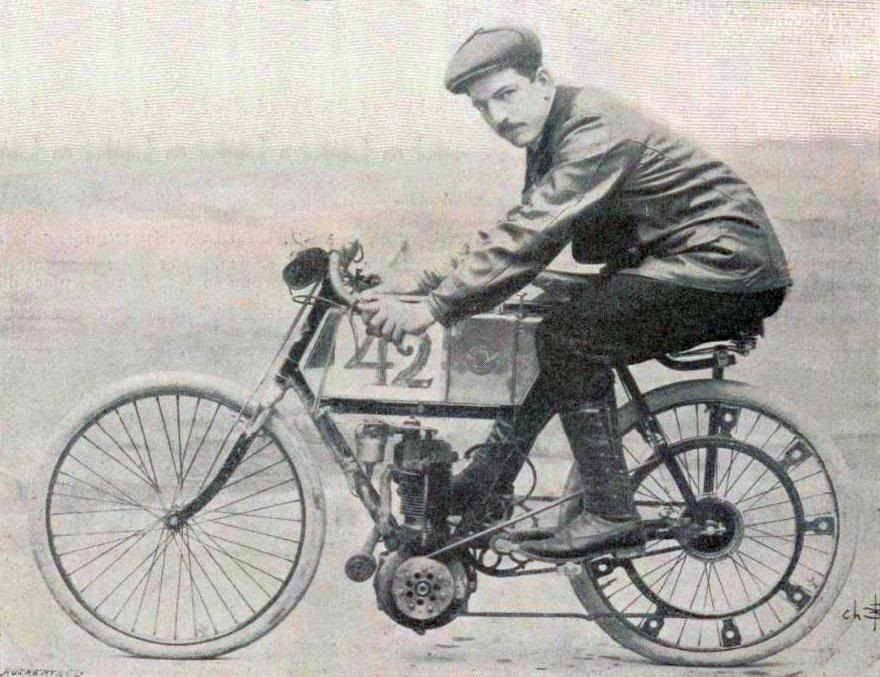
Auguste Bucquet, vencedor en motocicletas con una Werner
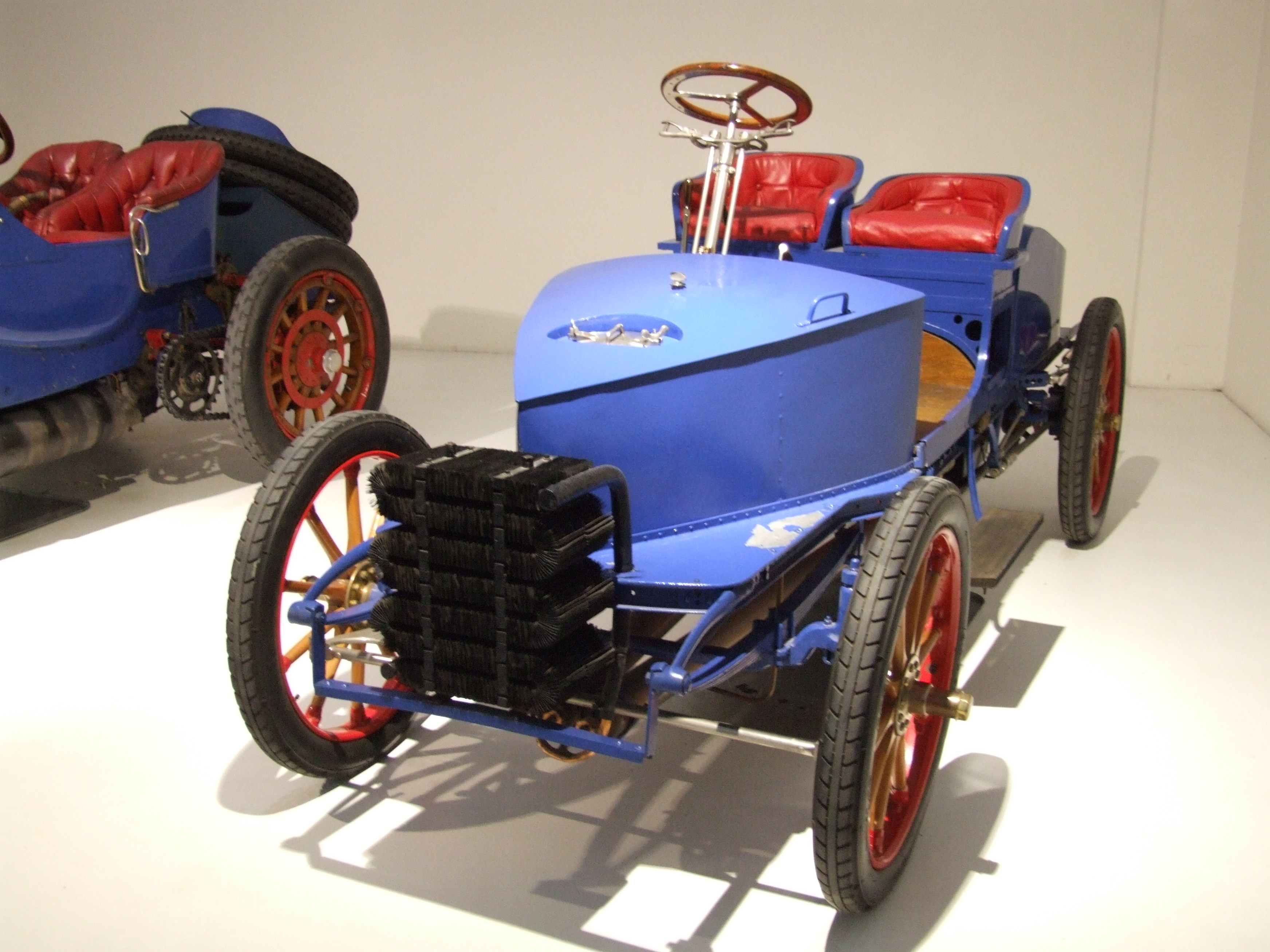
Un Serpollet Biplaza de Carreras Tipo H de 1902 participante en la carrera